# Héctor Vargas
Héctor Eduardo Vargas Bastidas SDB (ur. 29 grudnia 1951 w Valdivia, zm. 7 marca 2022 w Temuco) – chilijski duchowny rzymskokatolicki, w latach 2013–2022 biskup Temuco.

## Życiorys
Święcenia kapłańskie przyjął 15 lipca 1978 w zgromadzeniu salezjanów. Pełnił funkcje m.in. dyrektora salezjańskich szkół w Linares i Santiago, a także radnego chilijskiej prowincji i jej wikariusza inspektorialnego.
25 listopada 2003 został mianowany biskupem Arica. Sakry biskupiej udzielił mu 4 stycznia 2004 kard. Francisco Javier Errázuriz Ossa.
14 maja 2013 ogłoszono jego nominację na biskupa Temuco.
Zmarł w domu biskupim w Temuco 7 marca 2022.